# Pioneres
Pioneres és un mural situat al recinte de l'Hospital de la Vall d'Hebron, Barcelona, inaugurat l'11 de febrer de 2022 amb motiu del Dia Internacional de les Dones i les Nenes en la Ciència, en homenatge a les dones que, des de l'antiga Grècia i fins a l'actualitat, han fet avançar les ciències de la salut. Impulsat per la Fundació Catalana per a la Recerca i la Innovació, amb la col·laboració de la farmacèutica biotecnològica Amgen, el va realitzar l'artista barceloní Mateo Lara (Ma'La). En la realització del mural, l'autor va ser ajudat per estudiants del Campus de la Vall d'Hebron i professionals i pacients de l'hospital. A l'obra, de 40 metres de llargada i una superfície d'uns 160 m², hi estan representades vuit científiques que han destacat en la medicina, des del segle I fins a l'actualitat, així com una investigadora anònima que representa les investigadores presents i futures del nostre país. El febrer de 2023 s'hi va afegir la figura d'una nena que representa les futures generacions, acompanyada de frases motivadores sorgides de la campanya internacional This little girl is me a la qual s'ha adherit l'hospital.

Científiques representades
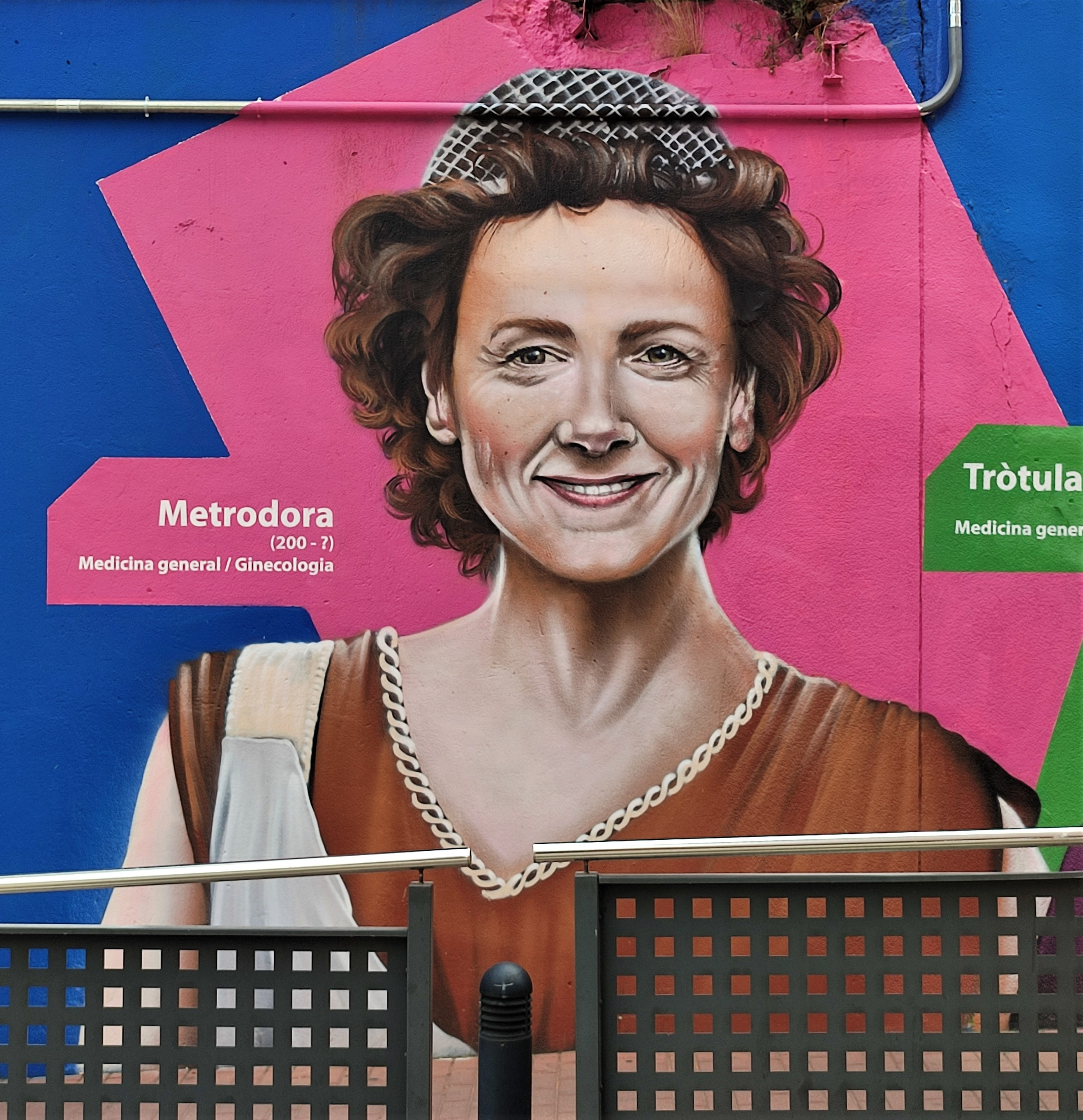
Metrodora (200- ?), metgessa de l'antiga Grècia
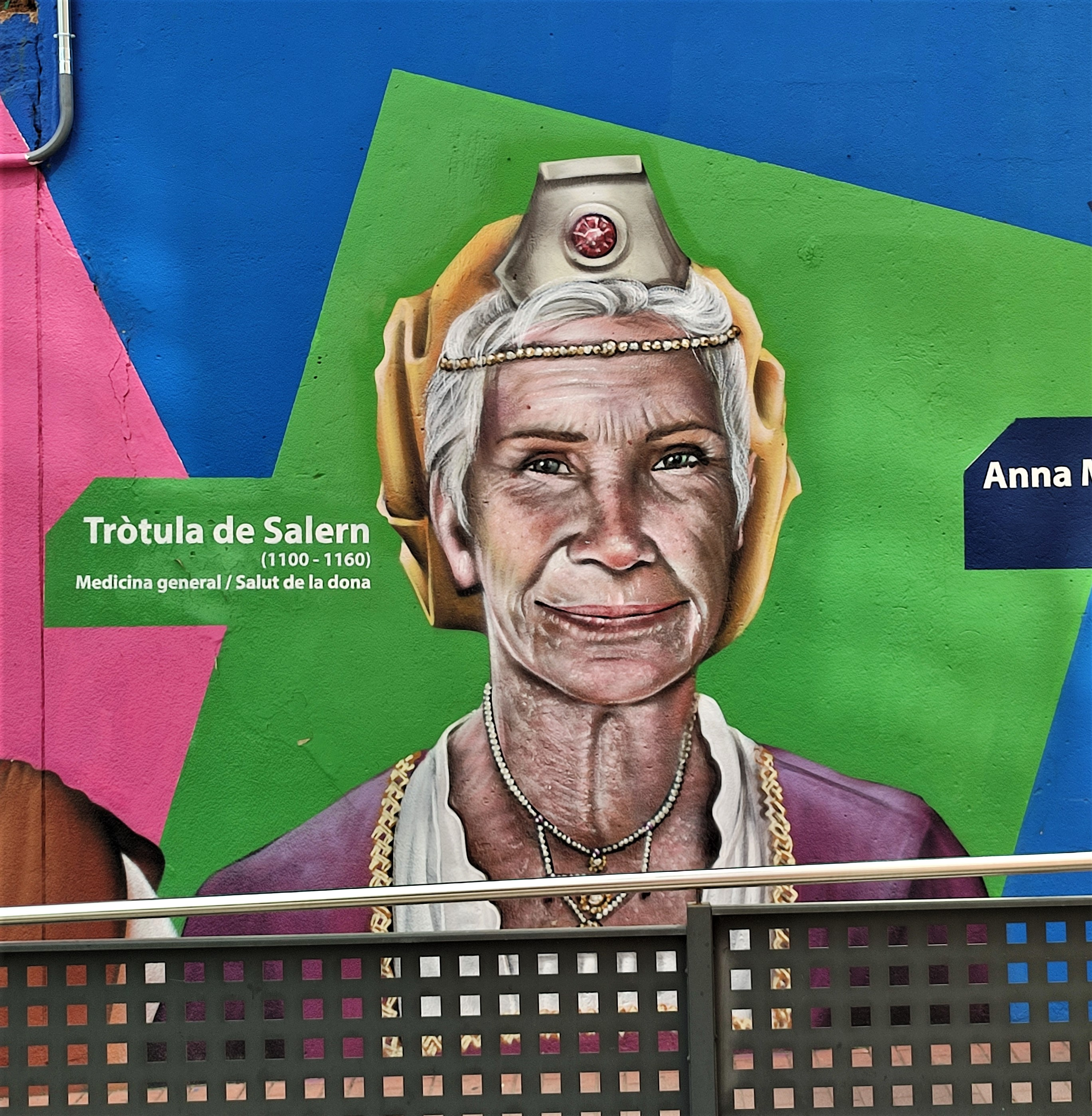
Tròtula de Salern (1100 – 1160), ginecòloga italiana
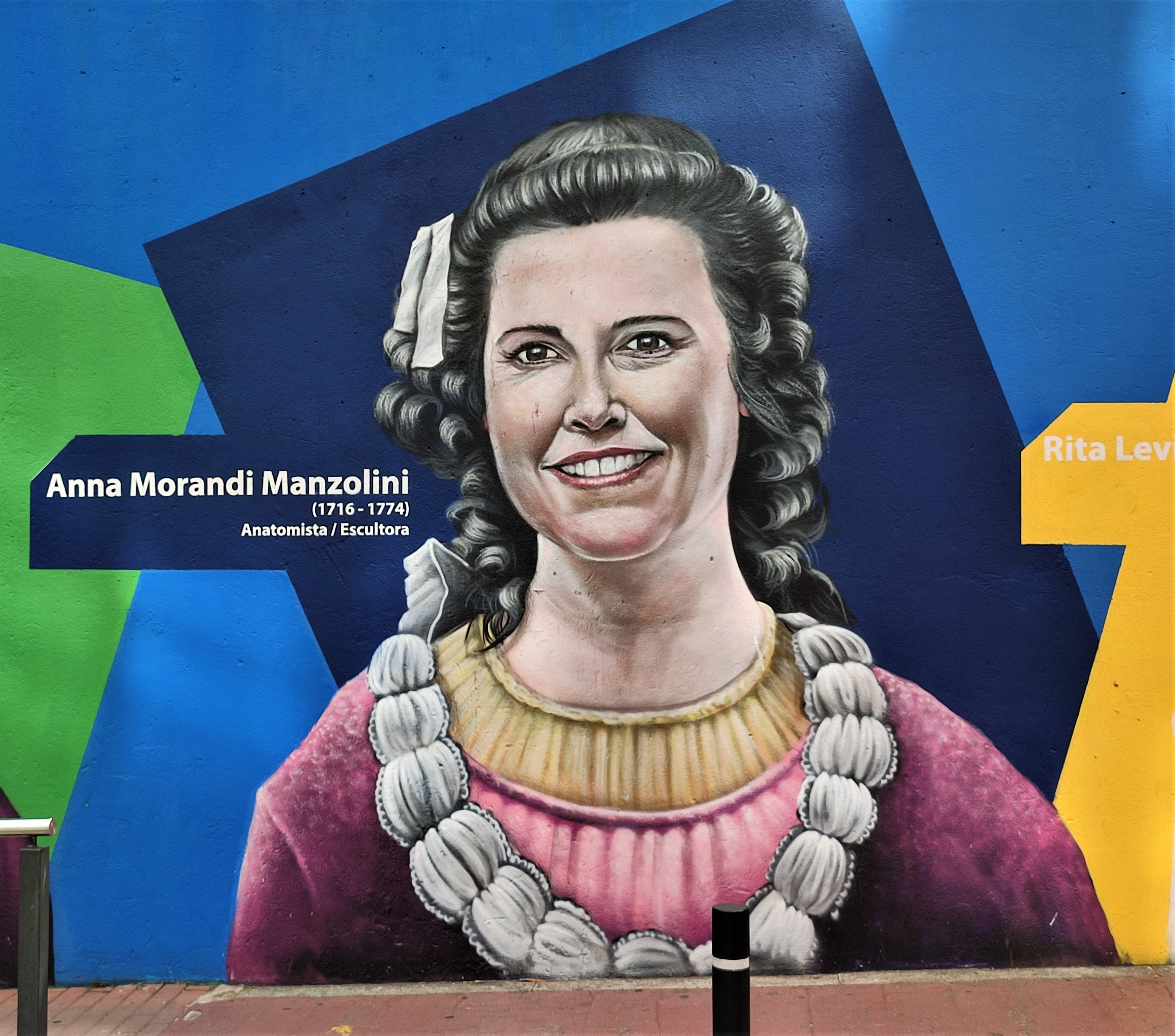
Anna Morandi Manzolini (1714-1774), anatomista i escultora italiana
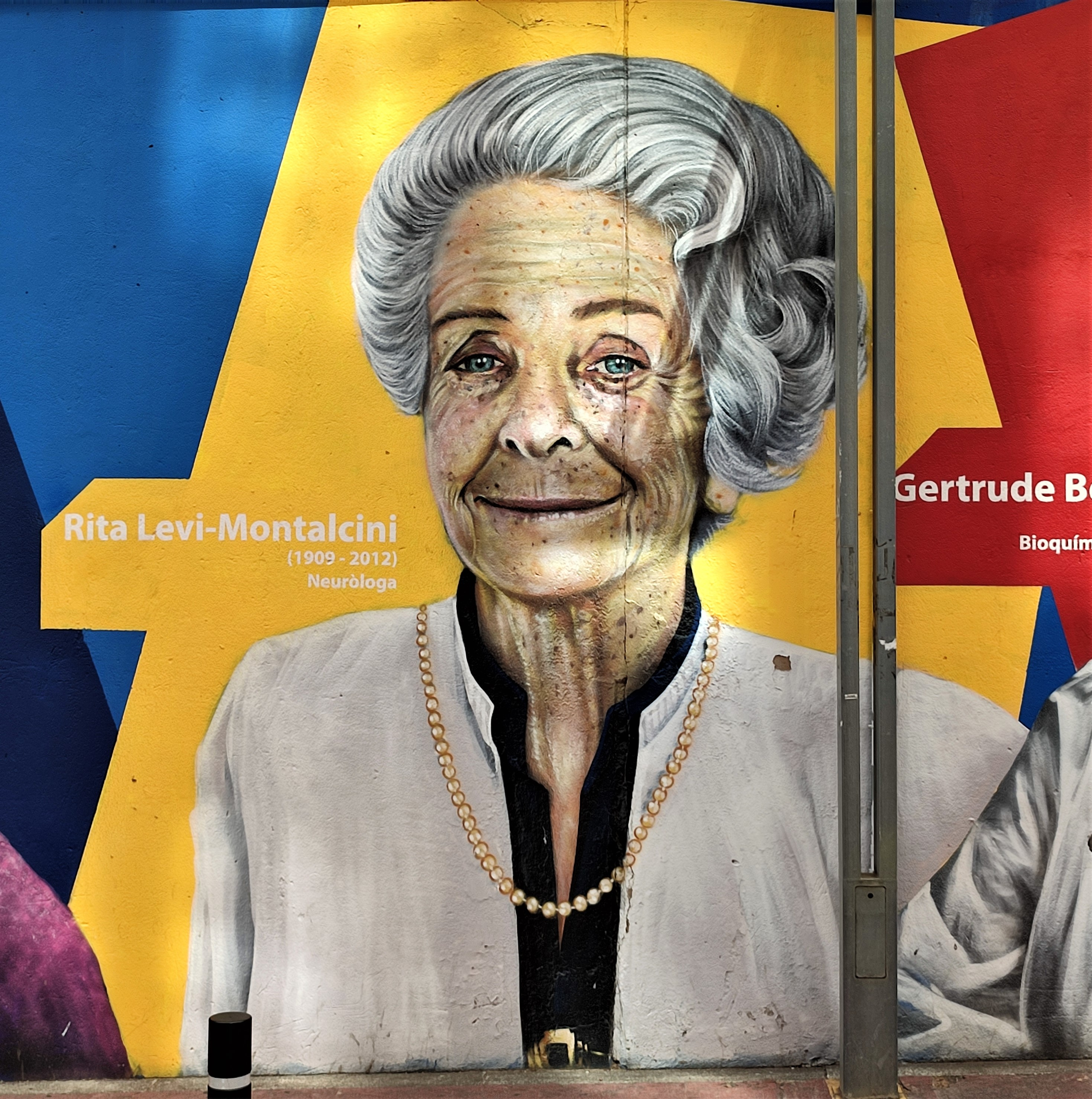
Rita Levi-Montalcini (1909 – 2012), neuròloga italiana
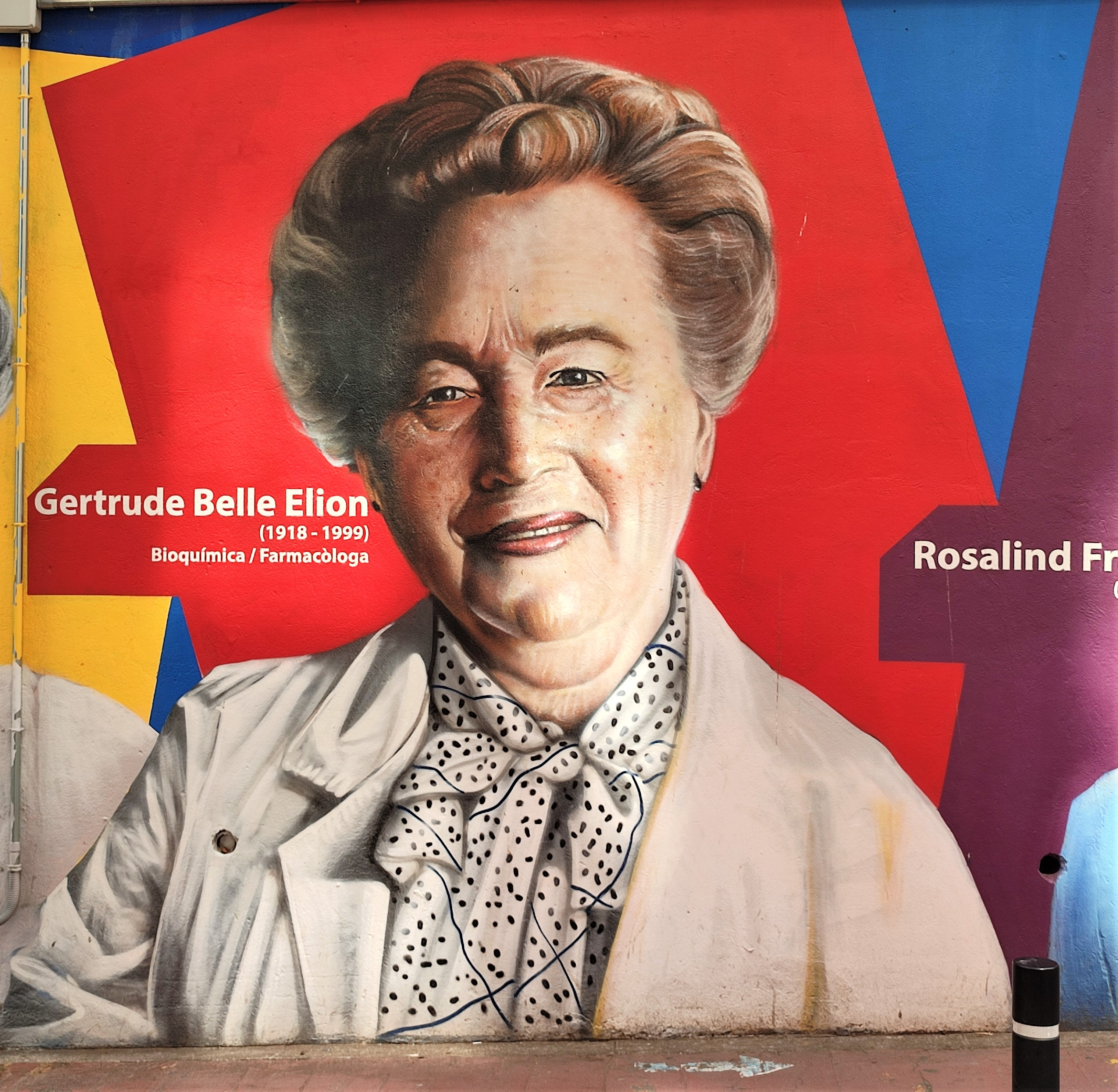
Gertrude Belle Elion (1918-1999), farmacòloga, bioquímica i professora universitària nord-americana.
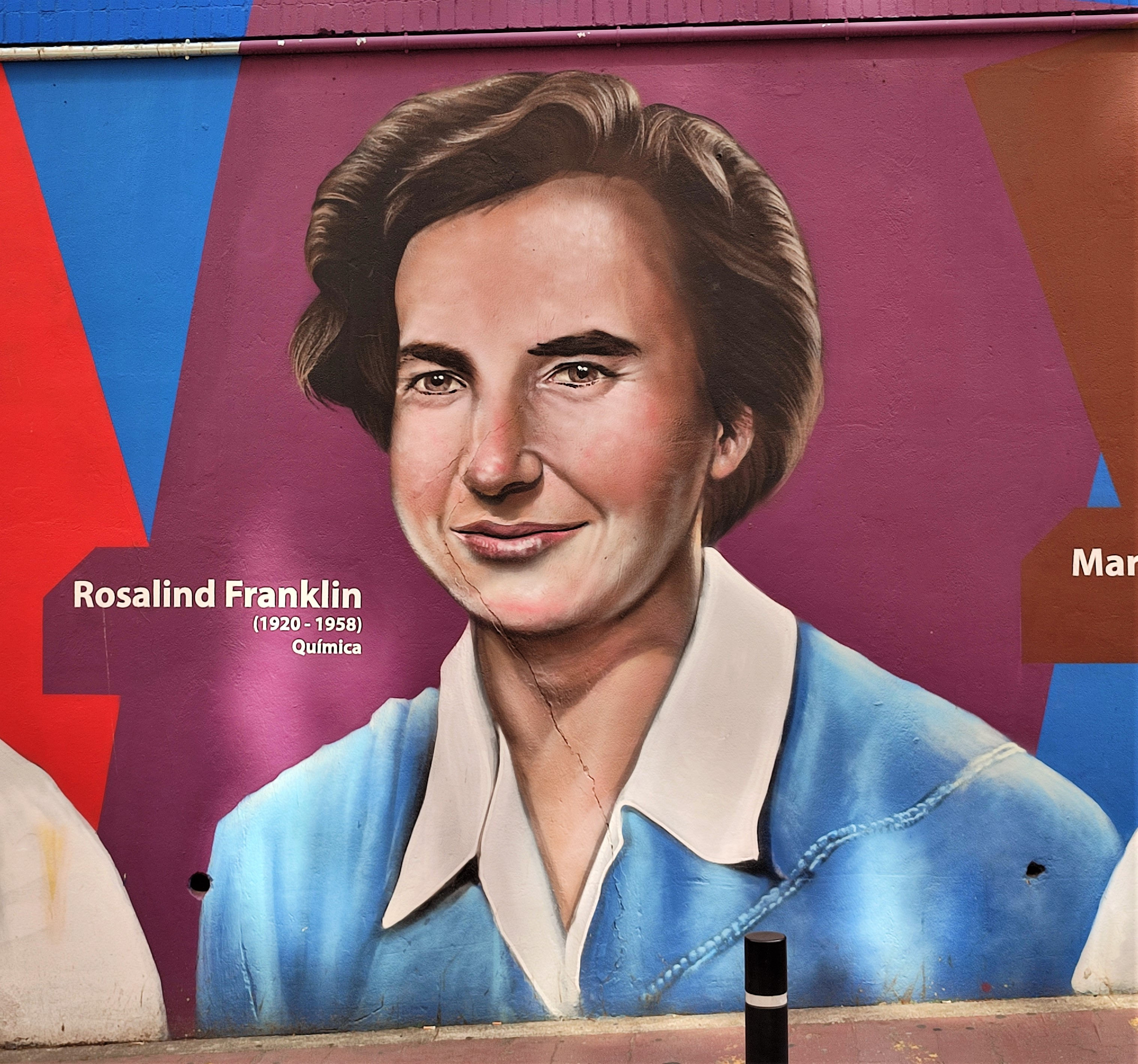
Rosalind Franklin (1920 – 1958), química britànica
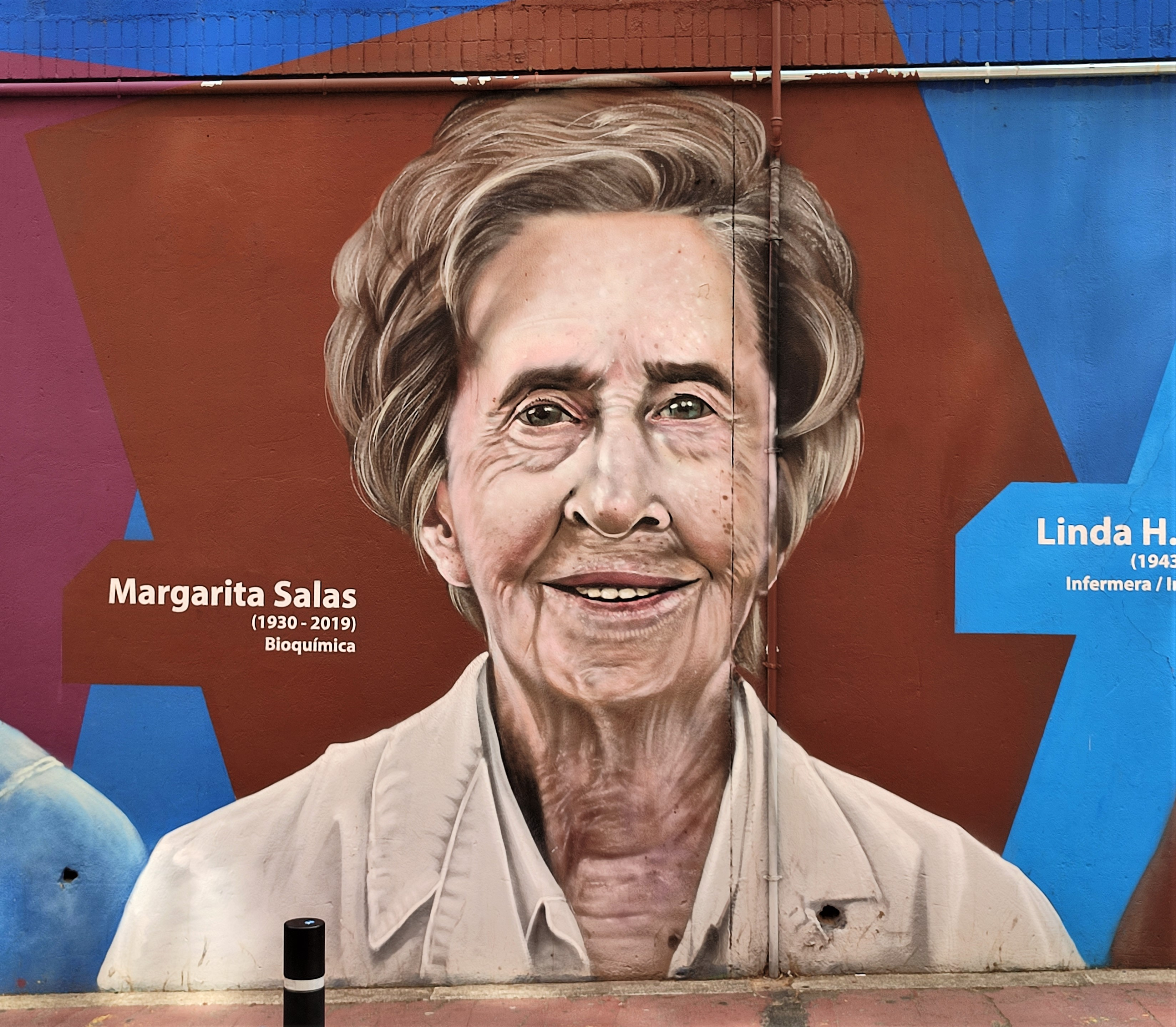
Margarita Salas (1930 – 2019), bioquímica espanyola
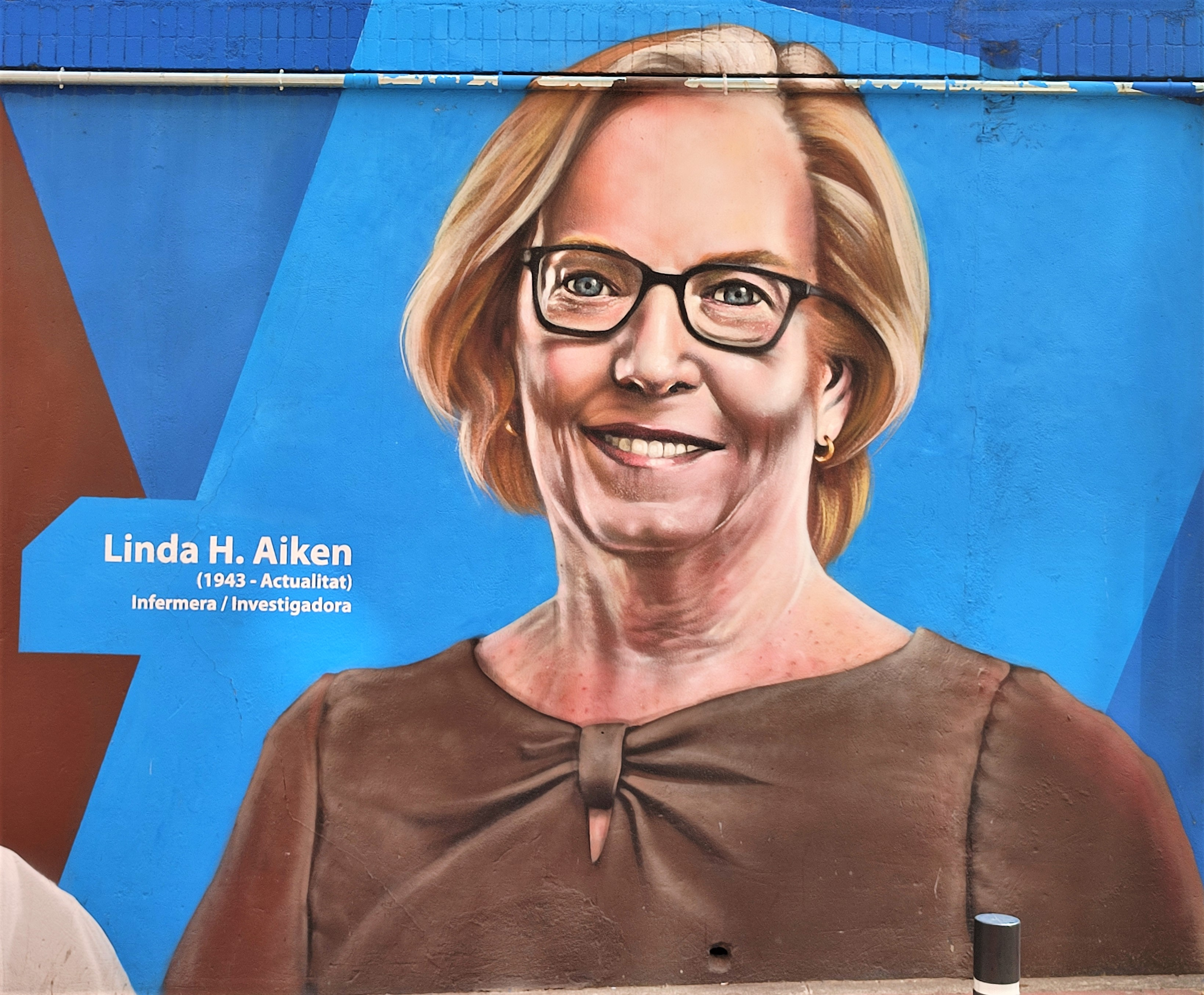
Linda H. Aiken (1943), infermera i investigadora nord-americana
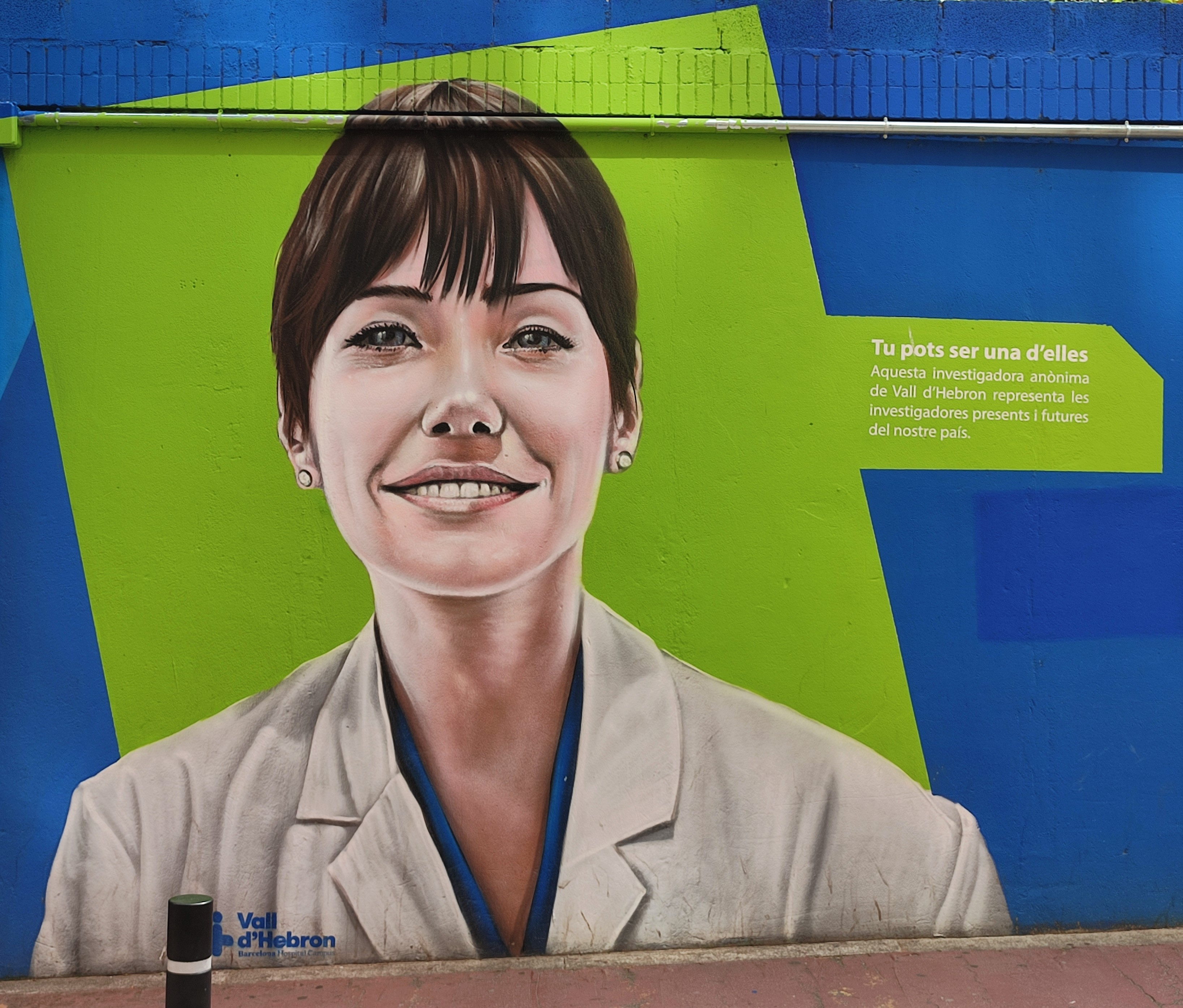
Investigadora anònima actual
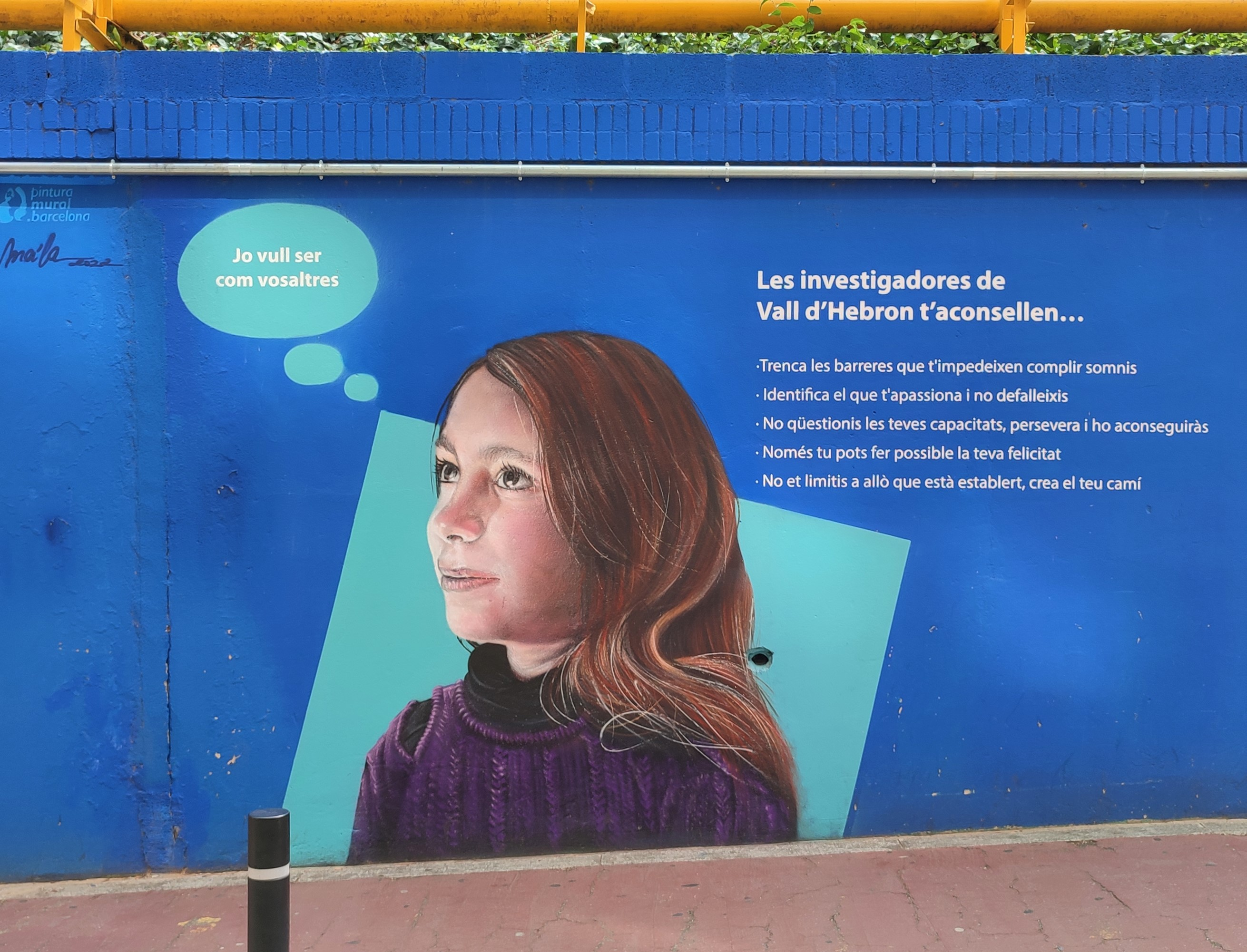
Futura investigadora